# Березуцкий, Иван Михайлович
Иван Михайлович Березуцкий (1918—2000) — полковник Советской Армии, участник Великой Отечественной войны, Герой Советского Союза (1945).

## Биография
Иван Березуцкий родился 13 ноября 1918 года в селе Селивёрстово (ныне — Волчихинский район Алтайского края) в крестьянской семье. Окончил семь классов школы, педагогическое училище в Бийске и аэроклуб. В 1938 году Березуцкий окончил Ульяновскую школу лётчиков-инструкторов Осоавиахима. В 1938—1940 годах работал лётчиком-инструктором в Орском аэроклубе Чкаловской области. 17 февраля 1940 года был призван на службу в Рабоче-крестьянскую Красную Армию. После окончания 1-й Чкаловской военной авиационной школы пилотов имени Ворошилова проходил службу лётчиком в 161-м резервном и 4-м запасном авиаполках, окончил курсы командиром звеньев.
С июля 1942 года — на фронтах Великой Отечественной войны. Участвовал в боях на Сталинградском, Калининском, Северо-Западном, Брянском, 1-м Прибалтийском фронтах, был командиром звена и заместителем командира эскадрильи. К маю 1943 года гвардии старший лейтенант Иван Березуцкий был штурманом эскадрильи 63-го гвардейского истребительного авиаполка 3-й гвардейской истребительной авиадивизии 1-го гвардейского истребительного авиакорпуса 15-й воздушной армии Прибалтийского фронта. 14 мая 1943 года в районе города Демянск Новгородской области на истребителе «Ла-5» Березуцкий тараном уничтожил вражеский бомбардировщик и сумел произвести успешную посадку на самолёте, несмотря на повреждения. В дальнейшем был командиром эскадрильи, воевал на 3-м и 1-м Белорусском фронтах. К февралю 1945 года гвардии майор Иван Березуцкий был штурманом того же полка, входившего в состав 3-й воздушной армии 1-го Прибалтийского фронта. К моменту присвоения звания Героя Советского Союза Березуцкий выполнил 254 боевых вылета, принял участие в 79 воздушных боях, в которых сбил 18 вражеских самолётов.
Указом Президиума Верховного Совета СССР от 23 февраля 1945 года гвардии майор Иван Березуцкий был удостоен высокого звания Героя Советского Союза с вручением ордена Ленина и медали «Золотая Звезда» за номером 5335.
Всего же за годы войны Березуцкий совершил 254 боевых вылета, принял участие в 80 воздушных боях, которых сбил 18 вражеских самолётов (6 из них — бомбардировщиков). После окончания войны продолжил службу в Советской Армии. В 1955 году окончил Военно-воздушную академию. В августе 1969 года в звании полковника был уволен в запас. Проживал в городе Жуковский Московской области, умер 23 февраля 2000 года, похоронен на Быковском кладбище.

## Награды
- Медаль «Золотая Звезда» Героя Советского Союза
- Орден Ленина
- 3 ордена Красного Знамени
- 2 ордена Отечественной войны 1-й степени
- Орден Отечественной войны 2-й степени
- 2 ордена Красной Звезды
- медали[1]